# Окопная, Валентина Владимировна
Валентина Владимировна Окопная (14.01.1939 - ?) — передовик сельскохозяйственного производства, Герой Социалистического Труда (1973).

## Биография
Родилась в с. Быковая Гребля Белоцерковского района Киевской области. Член КПСС с 1965 г.
Окончила Озернянскую школу (1955). Архивная копия от 9 августа 2018 на Wayback Machine
В 1957—1960 звеньевая свекловодческого звена колхоза имени Калинина (позже назывался колхозом имени XXIV съезда КПСС, Белоцерковский район).
В 1960—1965 гг. училась на агрономическом факультете Белоцерковского сельскохозяйственного института.
В 1965—1970 главный агроном, в 1970—1974 председатель колхоза имени XXIV съезда КПСС.
В 1974—1975 второй секретарь Белоцерковского райкома, в 1975—1980 первый секретарь Ставыщенского райкома компартии Украины. В 1977 г. окончила Высшую партийную школу при ЦК КПСС.
С октября 1980 г. начальник Киевской областной инспекции Государственного комитета по охране природы.
Герой Социалистического Труда (1973). Награждена орденами Ленина, Трудового Красного Знамени, медалями.